# Francis Pym
Pour les articles homonymes, voir Pym.
Francis Leslie Pym, baron Pym, né le 13 février 1922 et mort le 7 mars 2008, est un homme politique britannique du Parti conservateur, notamment dans les années Thatcher où il est de ceux que l'on appelle les « Wets ».

## Biographie
Il est né à Penpergwm Lodge, près d'Abergavenny dans le Monmouthshire et étudie à Eton et au Magdalene College. Son père, Leslie Pym, est un élu aux Communes.
Pendant la Seconde Guerre mondiale, il sert en Afrique du Nord et en Italie comme capitaine dans le régiment de cavalerie des 9e lanciers ; il est décoré de la Military Cross.
De santé fragile, il meurt le 7 mars 2008 à l'âge de 86 ans.

## Carrière politique
A la Chambre des communes, il est l'élu d'une circonscription de Cambridgeshire et occupe le rôle de Chief Whip du temps de Edward Heath.
Ayant déjà été secrétaire d'État pour l'Irlande du Nord de 1973 à 1974, il retourne au gouvernement sous Margaret Thatcher. De 1981 à 1982, il est secrétaire d'État à la Défense, leader de la Chambre des communes et Lord Président du Conseil. À la suite de la démission de Lord Carrington, il devient secrétaire d'État à la Défense. Son mandat est marqué par la guerre des Malouines, qui déboucha sur une victoire britannique et une reconquête des îles face à la dictature argentine, qui dut quitter le pouvoir peu de temps après. Ce succès est l'une des raisons de la large victoire des Conservateurs aux élections en 1983, date à laquelle il est renvoyé par Margaret Thatcher dont il devient un opposant (appelés les « Wets (en) »). Il crée alors un groupe conservateur d'opposition au gouvernement, le Conservative Centre Forward, mais qui ne pèse aucunement sur les succès de Margaret Thatcher au pouvoir.
En 1987, il est fait pair à vie.

## Détails des fonctions et mandats
- 16 mars 1961 - 9 juin 1983 : Député de la circonscription de Cambridgeshire
- 2 décembre 1973 - 4 mars 1974 : Chief Whip et secrétaire parlementaire du Trésor
- 2 décembre 1973 - 4 mars 1974 : Secrétaire d'État pour l'Irlande du Nord
- 4 mai 1979 - 5 janvier 1981 : Secrétaire d'État à la Défense
- 5 janvier 1981 - 14 septembre 1981 : Paymaster General
- 5 janvier 1981 - 14 septembre 1981 : Chancelier du duché de Lancastre
- 5 janvier 1981 - 5 avril 1982 : Leader de la Chambre des communes
- 14 septembre 1981 - 5 avril 1982 : Lord Président du Conseil
- 6 avril 1982 - 11 juin 1983 : Secrétaire d'État des Affaires étrangères et du Commonwealth
- 9 juin 1983 - 17 juin 1987 : Député de la circonscription du Sud-Est Cambridgeshire

## Dans la culture populaire
Le rôle de Francis Pym dans la guerre des Malouines lui vaut des apparitions dans les œuvres  qui y sont consacrées : Jeremy Child l'interprète dans The Falklands Play en 2002, et Julian Wadham l'incarne dans La Dame de fer en 2011.

## Ouvrages
- The Politics of Consent, 1984.